# 迪基胡蒂尔
47°23′35″N 32°5′11″E / 47.39306°N 32.08639°E
迪基胡蒂尔（烏克蘭語：Дикий Хутір），2024年9月前名为蘇沃羅夫卡（烏克蘭語：Суворовка），是烏克蘭的村落，位於該國南部尼古拉耶夫州，由尼古拉耶夫區苏希叶拉内茨市镇負責管轄，面積1.9平方公里，海拔高度88米，2001年人口381，人口密度每平方公里200.2人。
2024年9月19日，乌克兰最高拉达将此村的名字改为迪基胡蒂尔。